# Unadon
Unadon (鰻丼? abreviere pentru unagi donburi, „bol de țipar”) este un fel de mâncare originar din Japonia. Acesta constă într-un bol mare de tip donburi plin cu orez alb și acoperit cu file de țipar (unagi) gătit la grătar în stilul kabayaki, asemănător cu teriyaki. Fileurile se ung cu un sos pe bază de soia îndulcit, numit tare, și sunt caramelizate, de preferință peste foc de cărbuni. Fileurile nu sunt jupuite, partea cu pielea gri fiind plasată cu fața în jos. Peste fileuri se toarnă suficient sos tare astfel încât acesta să se scurgă prin orezul de dedesubt. De obicei, deasupra se presară fructe uscate și măcinate de sanshō (numit și piper japonez, deși din punct de vedere botanic nu este înrudit cu piperul).

## Variante

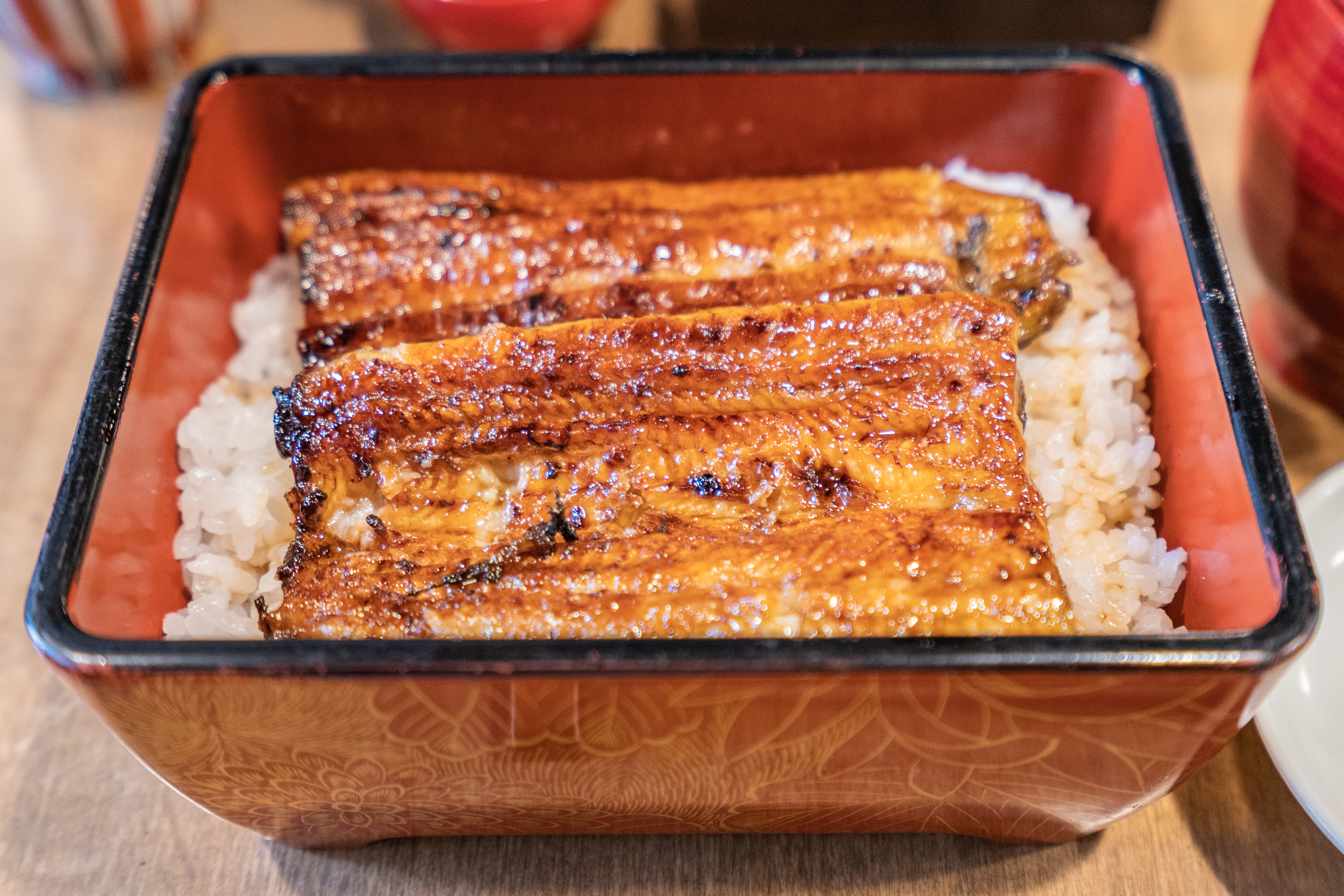
Unajū

Variantele includ unajū (鰻重, același fel de mâncare, dar servit în jūbako [重箱], cutii pentru mâncare, de multe ori lăcuite), nagayaki (長焼き, țiparul și orezul sunt servite separat) și hitsumabushi (櫃まぶし, carnea este fărâmițată și amestecată cu orezul).
Există două stiluri de a găti țiparul la grătar care sunt detaliate în articolul despre kabayaki. Pe scurt, în stilul specific regiunii Kanto, țiparul este gătit la aburi înainte de a fi uns cu sos și pus pe grătar, ceea ce îl face mai fraged. Celălalt stil este specific regiunii Kansai, în care țiparul este gătit direct pe grătar.

## Istoric
Una-don a fost primul tip de fel de mâncare pe bază de orez donburi, inventat spre sfârșitul perioadei Edo, în timpul erei Bunka (1804-1818) de către un om pe nume Imasuke Ōkubo din Sakai-machi (astăzi Nihonbashi Ningyōchō, Chūo-ku, Tokyo). Preparatul a devenit imediat popular în zona locală, unde erau la un moment dat teatrele Nakamura-za și Ichimura-za.
Primul local care a vândut acest fel de mâncare pare a fi Ōnoya (大野屋), în Fukiyachō (葺屋町) (adiacent cu Sakai-chō), la un moment care nu este cunoscut cu exactitate, dar probabil înainte de incendiul care a distrus teatrele în 1841. După marea foamete din 1844, localul a început să vândă unadon contra unei monede alungite Tenpō-sen, ceea ce a făcut preparatul și mai popular.
Cât despre unajū, în cazul căruia țiparul și orezul sunt puse în cutii jūbako, o teorie îl atribuie unui om numit Gihei (大谷儀兵衛), care a înființat un restaurant cu mâncare din pește de apă dulce în Sanya, Asakusa, Tokyo, numit Funagi (鮒儀) (mai târziu cunoscut sub numele de Jūbako, iar în prezent localizat în Akasaka). Conform acestei versiuni, unajū exista deja la sfârșitul perioadei Edo, deși acest punct de vedere este criticat de unii. Alți comentatori spun unajū a apărut în perioada Taishō, iar utilizarea de cutii lăcuite viza doar crearea aspectului de lux. Unajū este de obicei mai scump decât unadon.